# Daniele Pontoni
Daniele Pontoni (ur. 8 września 1966 w Udine) – włoski kolarz przełajowy, górski i szosowy, wielokrotny medalista mistrzostw świata i zdobywca Pucharu Świata w kolarstwie przełajowym.

## Kariera
Pierwszy sukces w karierze Daniele Pontoni osiągnął w 1991 roku, kiedy zdobył brązowy medal w kategorii amatorów podczas przełajowych mistrzostw świata w Gieten. Jako amator był też pierwszy na mistrzostwach świata w Leeds w 1992 roku oraz ponowne trzeci na rozgrywanych rok później mistrzostwach świata w Azzano Decimo. W 1994 roku był czwarty w cross-country podczas mistrzostw świata MTB w Vail. Walkę o brązowy medal przegrał tam z Bartem Brentjensem z Holandii. W tej samej konkurencji wystartował także na igrzyskach olimpijskich w Atlancie w 1996 roku, gdzie był piąty. W tym samym roku zdobył srebrny medal w kategorii elite na przełajowych mistrzostw świata w Montreuil, przegrywając tylko z Holendrem Adrie van der Poelem. Ostatni medal zdobył w 1997 roku, zwyciężając w kategorii elite na mistrzostwach świata w Monachium. W sezonie 1994/1995 zwyciężył w klasyfikacji generalnej Pucharu Świata w kolarstwie przełajowym. Ponadto w sezonie 1998/1999 był drugi, a w sezonie 1997/1998 był trzeci. Brał też udział w wyścigach szosowych, jednak bez większych sukcesów.